# Shinobi III: Return of the Ninja Master
Shinobi III: Return of the Ninja Master, in Japan als The Super Shinobi II bekannt, ist ein Jump ’n’ Run für das Sega Mega Drive. Es erschien erstmals am 23. Juli 1993 in Japan. In den Vereinigten Staaten erschien das Spiel am 22. August 1993. In Europa kam das Spiel am 24. Juli 1993 raus. Es ist die Fortsetzung von The Revenge of Shinobi.

## Handlung
Neo Zeed bedroht die Welt erneut. Das böse Verbrechersyndikat, das zwei Jahre zuvor besiegt worden sein soll, ist zurückgekehrt. Joe Musashi hat ihre Anwesenheit gespürt und steigt von den einsamen Berggipfeln Japans herab, um sich erneut seinem Erzfeind zu stellen.

## Spielprinzip
Im Vergleich zu seinem Vorgänger ist die Action deutlich flüssiger, mit weniger Betonung auf Schwierigkeit und mehr auf die Geschwindigkeit. Zusätzlich zu der Fähigkeit, von Ort zu Ort zu rennen, ist der Spielercharakter mit einer Reihe neuer Moves und Techniken ausgestattet. Neben seiner regulären Auswahl an Bewegungen und Angriffen hat der Spieler die Fähigkeit, vier spezielle Ninjitsu-Techniken auszuführen. In jedem Level kann nur einer verwendet werden, es sei denn, der Shinobi findet zusätzliche Ninjitsu-Boni an versteckten Stellen.

## Rezeption
Shinobi III: Return of the Ninja Master wurde von den Kritikern gelobt. Das Magazin MegaTech lobte die neuen Angriffe und Bewegungen des Spiels, kritisierte aber, dass es „nicht so schwer wie The Revenge of Shinobi sei.“ Mega sagte, dass „abgesehen von den kniffligen Bossen das viel zu einfach ist“. IGN nannte es „ein echtes, großartiges Mega Drive-Spiel und eines der besseren Action-Spiele für die 16-Bit-Konsole vergangener Zeiten.“
Complex bewertete es als das drittbeste Spiel auf Sega Mega Drive und sagte: „Der einzige Nachteil? Das letzte Level war verdammt unmöglich!“ Retro Gamer zählte es zu den zehn besten Mega-Drive-Spielen.